# ジョー・マック (捕手)
ジョゼフ・アラン・マック（Joseph Allan Mack, 2002年12月27日 - ）は、 アメリカ合衆国ニューヨーク州エリー郡ウィリアムズビル出身のプロ野球選手（捕手）。右投左打。MLBのマイアミ・マーリンズ傘下所属。

## 経歴
2021年のMLBドラフト戦力均衡ラウンドA（全体31位）でマイアミ・マーリンズから指名され、プロ入り。なお、契約しない場合はクレムソン大学へ進学の予定であった。契約後、傘下のルーキー級フロリダ・コンプレックスリーグ・マーリンズでプロデビュー。19試合に出場して打率.132、1本塁打、2打点を記録した。
2022年はA級ジュピター・ハンマーヘッズでプレーし、2チーム合計で44試合に出場して打率.243、5本塁打、15打点を記録した。オフにはアリゾナ・フォールリーグに参加し、メサ・ソーラーソックスに所属した。
2023年はA+級ベロイト・スカイカープでプレーし、120試合に出場して打率.218、6本塁打、36打点を記録した。
2024年はA+級ベロイトとAA級ペンサコーラ・ブルーワフーズでプレーし、2チーム合計で125試合に出場して打率.252、24本塁打、78打点、3盗塁を記録した。

## プレースタイル
打撃は確実性とパワーを兼ね備える。捕手としては肩も強く、年々成長を遂げているが、運動能力の高さから他ポジションへ移る可能性もあると言われている。